# NGC 831
NGC 831 (również PGC 8241) – galaktyka spiralna z poprzeczką znajdująca się w gwiazdozbiorze Wieloryba. Odkrył ją Albert Marth 18 listopada 1863 roku.